# Avaluació curricular
L'avaluació curricular és la revisió periòdica del currículum educatiu per assegurar que serveix per als objectius d'educar i instruir els alumnes.
Es pot diferenciar segons:
- L'agent que avalua
  - Inspecció o altres agents de l'administració
  - Equip directiu del centre
  - Professors implicats
  - Experts universitaris
- Els elements avaluats
  - Pertinència dels continguts
  - Progressió del coneixement
  - Atenció a la diversitat
  - Avaluació (sistemes establerts)
  - Coordinació entre àrees educatives
  - Presència o absència de determinats continguts (com el sexisme)
- Els indicadors de sortida
  - Notes dels alumnes (internes o mitjançant avaluació externa)
  - Taxa de graduats
  - Promoció dels estudiants
  - Taxa d'idoneïtat

A la societat occidental actual encara s'accepta i considera el currículum masculí com a universal.